# Bratronice (zámek)
Bratronice jsou tvrz přestavěná na zámek ve stejnojmenné obci v okrese Strakonice. Tvrz byla založena ve čtrnáctém století a na počátku sedmnáctého století byl na jejím místě Janem Horčicem z Prostého postaven renesanční zámek. Zámek byl upravován v osmnáctém století v barokním a klasicistním stylu. Jeho areál tvoří hodnotný architektonický celek v intravilánu vesnice a je chráněn jako kulturní památka.

## Historie
Bratronický zámek stojí na místě staršího sídla ze čtrnáctého století, kdy na něm roku 1361 sídlil Mikuláš z Bratronic. Dalšími vladyky, kteří používali přídomek z Bratronic, byli Čeněk (zemřel před rokem 1381) a Bedřich, po němž statek zdědila vdova Kateřina. Ta Bratronice prodala Mikulášovi z Kestřan. Po nich byl majitelem Beneš z Bratronic připomínaný roku 1433 (podle Karla Třísky roku 1400), a Jan (1457). V letech 1509–1517 (1509–1511) Bratronice vlastnil Smil ze Sedlce a před rokem 1565 Hynek Radkovec z Mirovic. Okolo roku 1575 statek získal Jan nejstarší Horčice z Prostého.

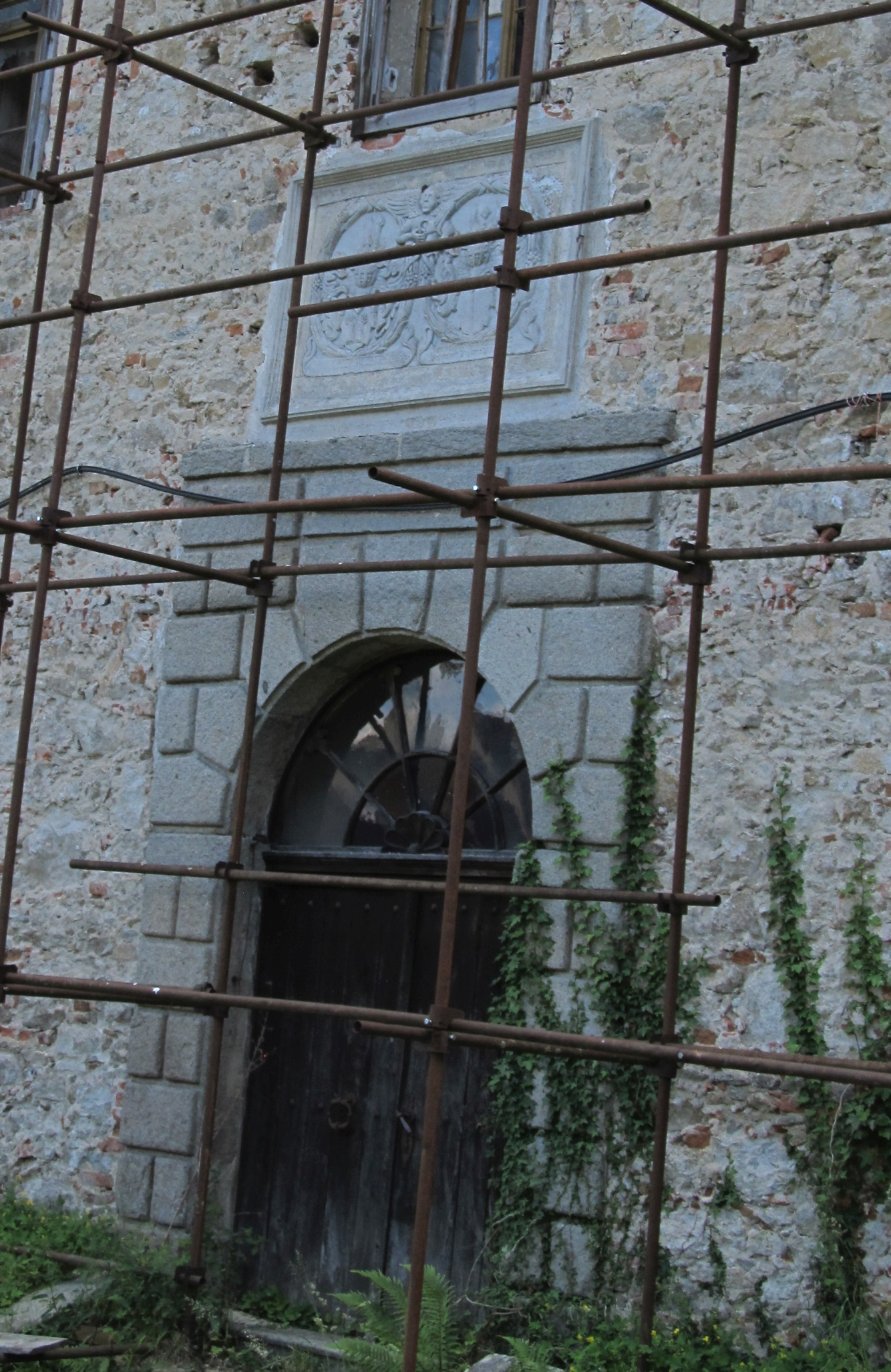
Portál s erby Jana Horčiceho a Kateřiny z Kokořova

Jan Horčice panství rozšířil o Pole, Bezděkov, Záboří a Mirotice a bratronickou tvrz přestavěl na renesanční zámek. Zemřel 1. března 1616. Statek Pole zdědila vdova Kateřina z Kokořova, ale Bratronice, Záboří a Bezděkov odkázal dceři Saloméně provdané za Adama staršího Vratislava z Mitrovic. Po Saloménině smrti v roce 1630 Bratronice zdědila její dcera Markéta, od níž je roku 1681 dědictvím získal její syn hrabě Karel Maxmilián Lažanský z Bukové.
Po Ferdinandově smrti v roce 1695 se pozůstalí podělili o majetek tak, že Bratronice roku 1699 připadly nejmladšímu synovi Adamu Antonínovi Lažanskému z Bukové, který je vlastnil až do své smrti v roce 1737. Adam Antonín statek zadlužil, a v dražbě jej koupil Kristián Josef Gfässer, jehož potomci v Bratronicích sídlili až do roku 1831. Za Gfässerů proběhla ve druhé polovině osmnáctého století další přestavba. Po nich majetek zdědil Josef Talacko z Ještětic a v letech 1864–1945 zámek patřil rodině Battagliů.
Po roce 1948 byl majetek rodiny Battagliů v Bratronicích vyvlastněn. V roce 1990 byl bratronický zámeček v rámci restitucí vrácen posledním potomkům české větve rodu, sourozencům Blance Marii (1911–2005) a Christianovi (1914–1991), ale Blanka jej v roce 1994 prodala. Po roce 2007 získal zámeček Jiří Lobkowicz (z mělnicko-hořínské sekundogenitury) s chotí Zdenkou.

## Stavební podoba

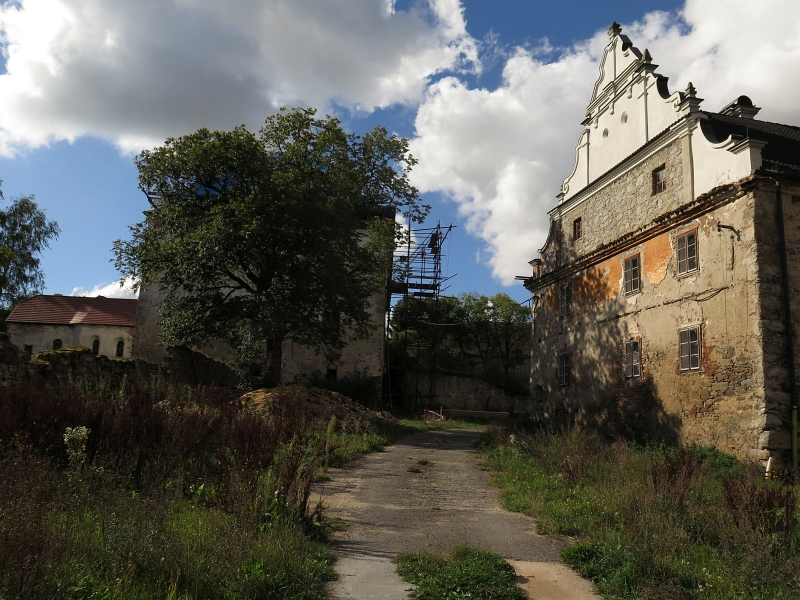
Štít špýcharu (pivovaru)

Zámek stojí v západní části areálu tvořeného hospodářským dvorem a parkem. Zámecká budova pochází z počátku sedmnáctého století, má obdélníkový půdorys a mansardovou střechu. K východní straně kolmo přiléhá budova kaple. V severním průčelí se nachází bosovaný portál se erby Jana Horčiceho z Prostého a jeho manželky Kateřiny z Kokořova. Uvnitř budovy se dochovaly prostory zaklenuté valenými a lunetovými klenbami. Památkově chráněné jsou také hospodářské budovy (chlévy, ratejna, stodoly a špýchar s renesančním štítem využívaný i jako pivovar), zámecký park s bývalou ovocnou zahradou a jejich ohradní zeď.

## Zajímavosti
V 2,3 km vzdáleném Rošickém lese se nachází hrobka Enisů a Battagliů. Zámek navštěvoval spisovatel Ota Pavel, který o sourozencích Blance a Christianovi Battaglio napsal povídku Baroni na kolech (1972 - sbírka Syn celerového krále). Příběh poslední majitelky zámku z rodu Battagliů Blanky literárně zpracovala Jana Poncarová v románu Cyklistka: osud poslední baronky.